# Екатеринбург-Сортировочный

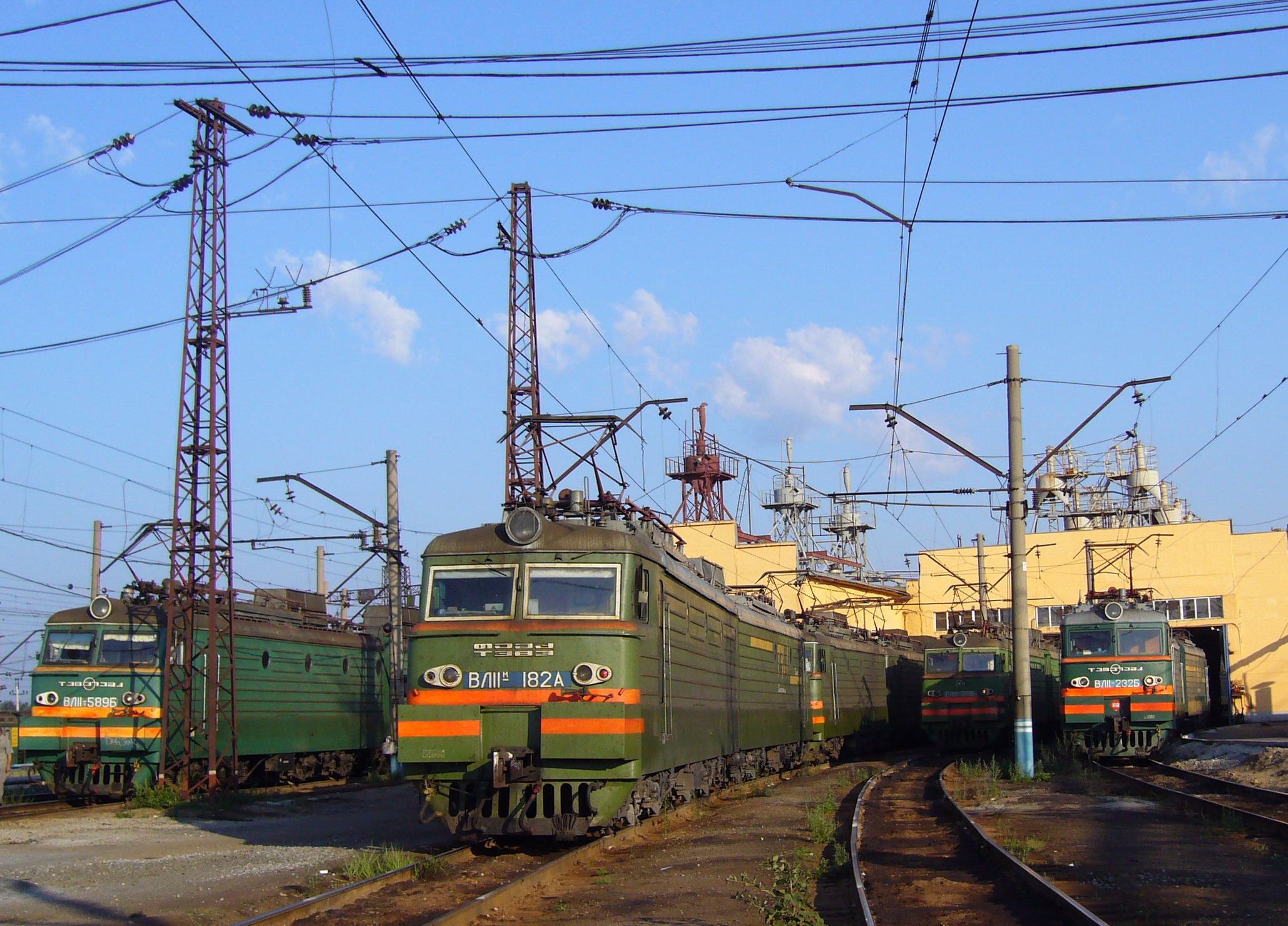
На территории депо

Екатеринбу́рг-Сортиро́вочный — сортировочная станция Екатеринбургского региона Свердловской железной дороги, расположена в Екатеринбурге. Одна из крупнейших сортировочных станций в России. На станции расположено одноимённое локомотивное депо, действует Екатеринбургский музей железнодорожного транспорта. Основное пассажирское здание и платформы расположены в районе южного (чётного) парка приёма станции и связаны с близлежащими жилыми кварталами и улицами пешеходным мостом.

## История
Станция начала работать в 1931 году на месте бывшей железнодорожной станции «Палкино» (до 1917 года — «Разъезд № 73»). 6 ноября 1933 года было создано вагонное депо станции.
Предприятие вступило в строй действующих в довоенные годы. Решение о строительстве паровозного депо принято в 1930 году, в этом же году были вырыты первые котлованы и заложены фундаменты будущих производственных помещений.
В депо эксплуатировалось несколько маневровых паровозов для выполнения работы на станции Свердловск-Сортировочный и передачи грузов между станцией Свердловск-Пассажирский.
5 мая 1935 года паровозное депо приказом Директора Пермской железной дороги реорганизуется из оборотного в основное паровозное депо Свердловск-Сортировочный. В этом же году поступили первые паровозы отечественной серии Э. С 1936 года шло поступление паровозов серии СО, более экономичных и скоростных, а в 1938 году пришел первый паровоз серии ФД, который стал основной единицей парка грузовых паровозов вплоть до 1960-х годов.
Практически одновременно развивалась база для эксплуатации и ремонта электровозов. В 1934 году началось строительство электродепо. Недалеко от паровозного депо росли новые здания — цех межпоездного осмотра, цех ремонта электровозов, смотровая канава. Шла электрификация железнодорожной ветки Свердловск — Нижний Тагил.
5 октября 1935 года на этом участке прошел первый электровоз под управлением машиниста С. И. Внутских, помощника машиниста В. В. Бармина, а 17 октября прошел первый пассажирский поезд под управлением машиниста В. Е. Владыкина.
В результате выполнения программы индустриализации оба депо накануне Великой Отечественной войны превратились в крупные индустриальные предприятия.
В декабре 1941 года завершено строительство нового цеха подъемочного ремонта паровозов ФД, мастерских, душевых, гардеробных, котельной. Перестраивалась работа двух депо.
Взамен ушедших на фронт рабочих на локомотивы и в ремонтные цеха пришли женщины и подростки — члены семей железнодорожников. За самоотверженный труд коллективу неоднократно присуждалось знамя Государственного Комитета Обороны. После войны оно оставлено на вечное хранение как свидетельство высоких заслуг коллектива, его вклада в победу советского народа.
В 1943 году коллективы депо приняли самое живое участие в создании и формировании Уральского добровольческого танкового корпуса. Добровольцы депо прошли с корпусом боевой и славный путь. Из депо на фронт ушли 332 человека, 164 из них не вернулись, отдав свои жизни за свободу и независимость Родины. Их память увековечена мемориалом на территории депо. 146 работников за свой ратный подвиг награждены правительственными наградами.
Послевоенные годы поставили новые задачи. Восстановление народного хозяйства на освобожденных территориях, стремительное развитие промышленности Урало-Сибирского региона требовало ещё более напряженного труда. Уже в 1944—1945 годы оба депо помогали оборудованием, инструментом и другой оснасткой железнодорожным предприятиям, разрушенных войной.
В 1945—1946 годы внерабочее время было восстановлено 20 электровозов, подготовленных к списанию.
Была
поставлена задача пополнения электровозного парка электровозами серий
ВЛ22,ВЛ22М, а в дальнейшем замена ими электровозов ВЛ19. В депо
Свердловск-Сортировочный эта работа проводилась в 1950—1951 годы. Более трех
десятилетий эти электровозы выполняли основную часть перевозок. Недаром,
благодаря своей высокой технологичности в ремонте, надежности в эксплуатации и
управлении, их уважительно называли «Русское чудо»
В
нашем коллективе осваивалась эксплуатация электропоездов, пришедших на
Свердловскую железную дорогу. Первый моторвагонный состав от Свердловска до
Нижнего Тагила провел 12 марта 1950 года машинист Виноградов Лев Николаевич.
Новые
виды тяги, задачи увеличения пропускной способности Свердловской магистрали
требовали иной организации ремонта и эксплуатации локомотивов. В соответствии
приказа МПС 6 января 1956 года паровозное и электровозное депо были объединены в
одно предприятие. Это позволило концентрировать силы на дальнейшую механизацию
производственных процессов, устранение «узких мест» в ремонте и техническом
обслуживании локомотивов, создание единого технологического комплекса.
1960-е годы связаны с переходом на электровозную и тепловозную тягу основных участков
Транссибирской магистрали. В 1959 году электрифицирован участок Свердловск-Дружинино, в 1962 году - Свердловск-Шаля. Через год свердловские
электровозы пришли в Пермь. В 1963 году переведен на тепловозную тягу участок Свердловск-Каменск-Уральский, в1964 году - участки Свердловск-Баженово, Свердловск-Шадринск. С 1965 года все грузовое движение обслуживалось электровозами и тепловозами.
По
результатам работы коллективу в 1967 году вручено на вечное хранение Памятное знамя Свердловского областного комитета партии. Положительный опыт
реорганизации работы депо, выполнение программ социального развития был
использован при проведении всесоюзного семинара по обмену опытом внедрения
научной организации труда и повышения культуры производства в июне 1968 года.
Наиболее важный этап в развитии технической базы депо приходится на 1970—1980 годы. В
это время осваивается эксплуатация новых видов тягового подвижного состава,
тепловозы ТЭМ7, ЧМЭ3, электровозы ВЛ11, ВЛ11М, Совместно с
заводом-изготовителем идет доработка магистральных электровозов. С учётом опыта
эксплуатации оперативно вносились изменения в их конструкцию, электрические
схемы, что позволило значительно сократить сроки их внедрения.
В
1979—1991 годы реконструированы электровозоремонтные цеха и пункты технического
обслуживания локомотивов, что позволило решить возможность ремонта и
технического обслуживания электровозов ВЛ11 в трехсекционном исполнении.
Взрыв, прогремевший 4 октября 1988 года на станции Свердловск-Сортировочный, нанес значительный материальный ущерб депо. Были выведены из строя тепловозоремонтные цеха, колесный цех, стерт с лица земли склад топлива, частично повреждены электровозоремонтные цеха и сооружения предприятия. В трудных условиях коллектив произвел расчистку завалов, организовал ремонт и выдачу локомотивов, чтобы обеспечить выполнение планов эксплуатационной работы дороги.
В 2021 году перерабатывающая способность станции Екатеринбург-Сортировочный в рамках масштабного проекта технического перевооружения была увеличена в 1,5 раза – до 6,9 тыс. вагонов в сутки.

### История названия
После возвращения Екатеринбургу исторического имени станция сохранила название «Свердловск-Сортировочный», что вызывало определённую путаницу. В марте 2009 года ОАО «РЖД» предложило привести название станции в соответствие с названием города. Инициативу поддержали Федеральная служба государственной регистрации, кадастра и картографии, Институт Российской истории РАН, региональные власти, члены общественного движения «Возвращение». 30 марта 2010 года постановлением Правительства РФ станция переименована в «Екатеринбург-Сортировочный».

### Инциденты и аварии
- 4 октября 1988 года произошёл взрыв вагонов с тротилом и гексогеном.
- 28 ноября 2010 года произошла утечка серной кислоты в результате столкновения двух цистерн. При проведении маневровых работ автосцепкой пробило нижнюю часть цистерны, в которой находилась серная кислота. По данным железнодорожников, площадь разлива составила 150 м на 70 см, в почву кислота проникла не более, чем на 40 см. Для нейтрализации разлившегося вещества было засыпано более 10 тонн сорбентов.